# ジガ -ZIGA-
『ジガ -ZIGA-』は、原作：佐野ロクロウ (三条陸の別名義)、作画：肥田野健太郎による日本の漫画。『週刊少年ジャンプ』（集英社）において、2018年16号から同年30号まで連載された。2巻にて、最終話後のストーリーを描いたエピローグが掲載されている。

## ストーリー
序盤
主人公・蜂鐘コウは、怪物に潰されるという悪夢に毎晩苦悩しながらも、何事にも全力で取り組むことを座右の銘とし、数多くの特技で有能さを見せ、多数の部活から勧誘され、毎日ガールフレンドの天城星羅に出迎えられる充実した毎日を過ごしていた。
ある日、コウの前に「夢に現れる怪物は実在する」と告げる謎の男が大勢の部下を引き連れて現れる。その男は「異常災害対策連合」通称「異災連」の責任者である万野天士郎であった。天士郎はコウを「戦士」としてスカウトしようとするがコウはそれを拒否する。
しかし、天士郎の言葉通りに怪物が街に現れ、人々を襲撃し始めたことからコウの運命が一変する。コウの脳裏に浮かんだ怪物の名は「ジガ」であり、その攻撃により星羅は殺され、母親も消滅する。衝撃の中でジガを殺して大切な人間の仇を討とうと決意したコウは異災連の一員となる。
中盤
だが、異災連をジガではない別の怪物が襲撃した時、コウはその切っ先に体を貫かれる。しかしコウは死ぬのでは無く、その怪物と一体化してその身をジガと化した。星羅を殺し街を破壊したジガが自分自身だったと知って絶望したコウは、追っ手となった異災連に撃たれて死のうとする。
しかし、そこに白い少女が現れて「ジガは私のもの」だと宣言し、新たな怪物ランダを呼び寄せる。白い少女は「命令者」と名乗り、コウは実は生体兵器であり「人間を滅ぼすために作られた獣騎」であって、人間体である「蜂鐘コウ」は獣騎をこの世界に慣らすための存在でしかない事を告げる。
そして命令者は、コウを戦闘補助機のダオンを用いてジガに変えるが、コウは自らの意志でランダと戦い、そこでランダの能力で作られた異空間の浮島に引き込まれる。そこで人間体となったランダからコウはもう人間の世界に自分達の居場所はないこと、45体の獣騎が『祖国』から送り込まれており、開戦すれば人類は一ヶ月かからずに滅ぼされる事を告げられる。
更に命令者「白」から死んだと思っていた母親は獣騎シュラアであり、その目的は「最新型の獣騎ジガをこの世界に馴染ませて最強の獣騎にすべく、人間と信じ込ませて育てる」ためだったと教えられる。
終盤
だが、コウは星羅を自分が殺した罪を忘れる事は無いと、母親と決別してシュラアと戦う。当初は圧倒されたジガだが次第にジガの潜在能力が覚醒して互角の戦いになり、またランダも命令者に即従わなかったためにジガと共に廃棄処分される事になった結果、ジガとランダは協力してシュラアを倒す。
「星羅を殺した」事への自己嫌悪こそが自らの力の源と悟ったジガ＝コウはランダと共に、「狂獣騎ジガ」として地球に侵攻してきた他の42匹の獣騎を全て倒す事を誓うのだった。

## 登場人物

### 主要人物
蜂鐘 コウ（はちがね コウ）
本作の主人公。多くの面で優れた能力を示し人並み外れた閃煌波を持つ少年。巨大生命体のジガにクラスメイトの星羅と自身の母親が殺害されたことを機にジガへの復讐のため「異災連」に入隊する。しかし、ジガの正体が自分自身だったことを知り、また自分はあくまでもこの世界を破壊して人類を滅ぼすために作られた「兵器」である獣騎の人間体に過ぎないと知らされる。
だが自らの宿命を拒絶し、あくまでも「人間」として他の獣騎と戦う事を決意し「最強最悪の魔物」「狂獣騎」として戦い続ける道を選ぶ。
天城 星羅（あまぎ せいら）
コウのクラスメイト。コウが前向きに生きるきっかけを作った少女。ジガの襲撃に巻き込まれ死亡する。登場は第一話のみだが、その後もコウの心に残り続け大きな影響を与える事になる。
万野 天士郎（ばんの てんしろう）
異災連のアジア圏責任者。閃煌波の開発者であり、ジガの襲撃に効果的な兵器「LEECH」を開発した。普段は常にサングラスをして、半ばふざけた態度を取っているが、これはその下の眼光が他人を威圧するからである。
コウの正体がジガである事を知っても、むしろ喜ぶという常人離れした思考回路の持ち主だが、最終回でコウがなりたいのは「人間」だと紗綾から聞かされた時にはサングラスを外して温和な表情を浮かべていた。

### 獣騎
異世界にある『祖国』で作られ、地球侵攻に投入された45匹の巨大生命体。人間体が存在するが、これは侵略先の世界に馴染むためのものであり、あくまでも巨大生命体の方が本来の姿である。
3体一組の獣騎と命令者の組み合わせが15あり「（色）の部隊」と名づけられている。ジガ達は「白の部隊」に所属する。『祖国』の言葉でレストバと呼ばれる破壊光線を放つ事が出来る。その中には核分裂を停止させる光線もあり、核兵器は通用しない。
人間は獣騎に固有名詞はつけず、全てジガの亜種として番号で呼称しているため、人間から名前で呼ばれるのはジガだけである。
ジガ
突如街に現れあらゆるものを破壊する巨大生命体。通常の兵器ではダメージを与えられず「掌の目」から人間のみを消滅させる生体元素破砕光を放つ。
コウ自身の正体である。45匹の最後に作られたことからもっとも高い潜在能力を有しており、そのため「こちらの世界」に馴染むように「人間」として育てられた。
それ故に得た「人間としての自己嫌悪」を原動力にして無限の力を生み出す「歪み切った最強最悪の魔物」と「白」からは評価されている。
ランダ
命令者「白」に呼ばれ、異災連兵士を襲撃し始めた巨大生命体。鳥のような容姿であり、ジガにはない飛翔能力を持つ。
人間体は一見すると軽いお調子者の若者の姿を取る。コウの影響からか命令者に即従わなかったのでジガと一緒に殺処分される羽目になり、生き延びるために手を組む事になる。当人は「死に神の助手席に座っちまった」と言っているが、その後も文句を言いながらコウへの協力は惜しまない。
飛行能力の無いジガと合体して飛行し、世界のどこにでも駆けつける事が出来る。
シュラア
白の部隊のリーダー獣騎であり、コウの母親の正体である。
腕が四本あり、手や口から「生命体消滅」「核分裂停止」「金属消滅」「水分消滅」の光線を放つ事が出来る。
負けるはずがないジガに敗れた理由が「コウの自分自身に対する怒り」と聞いて納得し、ジガによって消し去られる。
ダオン
厳密に言えば獣騎ではなく、獣騎の戦闘補助用生命体。個体名はないが各獣騎毎に一体ずつ存在し、獣騎同様不死身の存在である。
人間に擬態している獣騎を貫きエネルギーを注ぐ事で怪物体に変身させる。
他にも人間体の質問に答えるなど一定の知性がある。またあくまでも獣騎の命令に従い、裏切ったジガやランダに同行している。
獣騎が死ぬと自ら崩壊する。
これら以外にニューヨークを襲撃した『緑の部隊』ブドラ、ルベラス、バズン（番号は25号、26号、27号だがどの個体が該当するかは不明）、またインドネシアを襲った『青の部隊』ロザム、グラーナ、リガンジェが登場しているが全てジガとランダに倒されている。「白」への懲罰時に４つの部隊が失われたと言及されており、更に別の部隊が一つ全滅している。またコウは最終回で残りの獣騎を「あと33体」と発言しており、ジガとランダ以外により倒された獣騎はいない模様である。

### 『祖国』の関係者
『祖国』は獣騎を人間に偽装して送り込んだ異世界の国であり明確に地球侵略の意図があるが、それ以上の事は不明である。
蜂鐘ミサ
コウに大きな愛情をかけて育てた母親。ジガの生体元素破砕光に巻き込まれ死亡したかと思われたが、実は獣騎シュラアの人間体。
父親は海外に残して母子二人で帰国した事になっていたが、それはコウに植え付けた偽りの記憶であった。
星羅を手にかけた事を悔やむコウの前で星羅の姿を取るなど、コウと違って人間体の姿を変える能力がある。
「白」（ホワイト）
一見普通の少女だが、コウの周辺に現れ時折怪物のような表情、爬虫類のような瞳、牙をちらつかせる。ジガを自分のものだという発言をする。
地球侵略のため『祖国』から送り込まれた「部隊」の先陣を切る「白の部隊」の命令者である。
獣騎には及ばないが、人間を超越する戦闘力を有し、体を撃ち抜かれても即座に修復する不死身の肉体を持つ。
しかしジガとランダの反逆が味方に多大な損害を与えた事で、処罰のために祖国に強制送還される。
だがそこで自分を嘲笑する他の命令者達に「ここに残ってジガと戦い続けなければならない事に比べれば自分は幸福」「みんなが可哀想」だと言い放った。
他に命令者は黒、青、紫、黄、赤が登場している。

### 異常災害対策連合
ソッド・スティール
実働部隊のエース。元海兵隊員で、「LEECH」を使いこなすことができる。入隊したてのコウを鍛えた。
上司である紗綾の事は「レディ」と呼ぶ。
ジガに破壊された米軍基地に兄がおり、このためコウを殺そうとした。
最終回では「人類の英雄」となっていたことからコウは「全ての怪物を倒せたらソッドに倒されたい」と紗綾に伝えており、ソッドはジガをモチーフとした思われる怪獣型のロボットの前でその約束をかみしめていた。
久道 紗綾（きゅうどう さや）
万野の補佐役で、実働部隊の総括指揮者。ソッド同様、自身も「LEECH」を使用する。コウが使用している銃は、元は彼女のもの。
コウがジガになっても人間の心が残っている事を理解し、コウを説得しようとするなど人間サイドでは一番の理解者である。
最終回ではコウから電話を受けて、コウの知っている怪物の知識を全て書き残した「蜂鐘文書」を受け取る。そしてコウがなりたいのは「神でも悪魔でもなく人間」だと万野に告げる。

## 書誌情報
- 原作：佐野ロクロウ、作画：肥田野健太郎 『ジガ -ZIGA-』 集英社〈ジャンプ・コミックス〉、全2巻
  1. 「悪夢→現実」2018年7月9日発行（7月4日発売[集 1][4]）、ISBN 978-4-08-881508-4
  2. 「死闘→全力」2018年9月9日発行（9月4日発売[集 2][3]）、ISBN 978-4-08-881585-5